# Elezioni comunali nelle Marche del 2010
Le elezioni comunali nelle Marche del 2010 si tennero il 28 e 29 marzo (con ballottaggio l'11 e 12 aprile).

## Riepilogo sindaci eletti
Coalizione di centro-sinistra
| Provincia | Comune     | Popolazione legale (censimento 2001) | Sindaco uscente | Sindaco uscente       | Sindaco eletto | Sindaco eletto            | Primo turno | Primo turno | Secondo turno | Secondo turno | Seggi   |
| Provincia | Comune     | Popolazione legale (censimento 2001) | Sindaco uscente | Sindaco uscente       | Sindaco eletto | Sindaco eletto            | Voti        | %           | Voti          | %             | Seggi   |
| --------- | ---------- | ------------------------------------ | --------------- | --------------------- | -------------- | ------------------------- | ----------- | ----------- | ------------- | ------------- | ------- |
| Ancona    | Senigallia | 41 507                               |                 | Luana Angeloni (PD)   |                | Maurizio Mangialardi (PD) | 13 127      | 50,71       | —             | —             | 18 / 30 |
| Macerata  | Macerata   | 40 928                               |                 | Giorgio Meschini (PD) |                | Romano Carancini (PD)     | 11 562      | 45,97       | 10 690        | 50,30         | 24 / 40 |

## Ancona

### Senigallia
|                                     | Maurizio Mangialardi ✔️ Sindaco | 13 127               | 50,71 | Partito Democratico     | 8 058  | 34,70 | 12 |  |  |
| Vivi Senigallia                     | Maurizio Mangialardi ✔️ Sindaco | 13 127               | 50,71 | 1 883                   | 8,11   | 3     |    |  |  |
| La Città Futura (SEL - FdV - PdCI)  | Maurizio Mangialardi ✔️ Sindaco | 13 127               | 50,71 | 1 270                   | 5,47   | 2     |    |  |  |
| Italia dei Valori                   | Maurizio Mangialardi ✔️ Sindaco | 13 127               | 50,71 | 1 139                   | 4,91   | 1     |    |  |  |
| Totale liste                        | Maurizio Mangialardi ✔️ Sindaco | 13 127               | 50,71 | 12 350                  | 53,18  | 18    |    |  |  |
|                                     | Fabrizio Marcantoni             | 7 285                | 28,14 | Il Popolo della Libertà | 4 205  | 18,11 | 5  |  |  |
| Coordinamento Civico Senigallia     | Fabrizio Marcantoni             | 7 285                | 28,14 | 1 352                   | 5,82   | 1     |    |  |  |
| Lega Nord                           | Fabrizio Marcantoni             | 7 285                | 28,14 | 782                     | 3,37   | 1     |    |  |  |
| La Destra                           | Fabrizio Marcantoni             | 7 285                | 28,14 | 232                     | 1,00   | –     |    |  |  |
| Seggio di coalizione                | Seggio di coalizione            | Seggio di coalizione | 28,14 | 1                       |        |       |    |  |  |
| Totale liste                        | Fabrizio Marcantoni             | 7 285                | 28,14 | 6 571                   | 28,30  | 7     |    |  |  |
|                                     | Roberto Mancini                 | 3 162                | 12,21 | Partecipazione          | 1 191  | 5,13  | 1  |  |  |
| Rifondazione Comunista              | Roberto Mancini                 | 3 162                | 12,21 | 791                     | 3,41   | 1     |    |  |  |
| Alleanza per Senigallia (PSI - ApI) | Roberto Mancini                 | 3 162                | 12,21 | 393                     | 1,69   | –     |    |  |  |
| Seggio di coalizione                | Seggio di coalizione            | Seggio di coalizione | 12,21 | 1                       |        |       |    |  |  |
| Totale liste                        | Roberto Mancini                 | 3 162                | 12,21 | 2 375                   | 10,23  | 2     |    |  |  |
|                                     | Massimo Marcellini              | 1 417                | 5,47  | Insieme per Senigallia  | 853    | 3,67  | –  |  |  |
| Progetto Giovani                    | Massimo Marcellini              | 1 417                | 5,47  | 282                     | 1,21   | –     |    |  |  |
| Seggio di coalizione                | Seggio di coalizione            | Seggio di coalizione | 5,47  | 1                       |        |       |    |  |  |
| Totale liste                        | Massimo Marcellini              | 1 417                | 5,47  | 1 135                   | 4,89   | –     |    |  |  |
|                                     | Primo Gazzetti                  | 897                  | 3,46  | Unione di Centro        | 401    | 1,73  | –  |  |  |
| Lista Civica Primo Gazzetti         | Primo Gazzetti                  | 897                  | 3,46  | 389                     | 1,68   | –     |    |  |  |
| Totale liste                        | Primo Gazzetti                  | 897                  | 3,46  | 790                     | 3,40   | –     |    |  |  |
| Totale                              | Totale                          | 25 888               | 100   |                         | 23 221 | 100   | 30 |  |  |
|                                     |                                 |                      |       |                         |        |       |    |  |  |
| Schede bianche                      | Schede bianche                  | 319                  | 1,20  |                         |        |       |    |  |  |
| Schede nulle                        | Schede nulle                    | 426                  | 1,60  |                         |        |       |    |  |  |
| Votanti                             | Votanti                         | 26 633               | 70,80 |                         |        |       |    |  |  |
| Elettori                            | Elettori                        | 37 615               |       |                         |        |       |    |  |  |
|                                     |                                 |                      |       |                         |        |       |    |  |  |
| Fonte: Ministero dell'interno       |                                 |                      |       |                         |        |       |    |  |  |

## Macerata

### Macerata
| Candidati                     | Candidati                   | II turno             | II turno        | I turno | I turno | Liste                   | Voti   | %     | Seggi |
| Candidati                     | Candidati                   | Voti                 | %               | Voti    | %       | Liste                   | Voti   | %     | Seggi |
| ----------------------------- | --------------------------- | -------------------- | --------------- | ------- | ------- | ----------------------- | ------ | ----- | ----- |
|                               | Romano Carancini ✔️ Sindaco | 10 690               | 50,30           | 11 562  | 45,97   | Partito Democratico     | 5 538  | 23,87 | 14    |
| Federazione della Sinistra    | Romano Carancini ✔️ Sindaco | 10 690               | 50,30           | 11 562  | 45,97   | 1 687                   | 7,27   | 4     |       |
| Italia dei Valori             | Romano Carancini ✔️ Sindaco | 10 690               | 50,30           | 11 562  | 45,97   | 1 085                   | 4,68   | 2     |       |
| Pensare Macerata              | Romano Carancini ✔️ Sindaco | 10 690               | 50,30           | 11 562  | 45,97   | 1 054                   | 4,54   | 2     |       |
| La Sinistra per Macerata      | Romano Carancini ✔️ Sindaco | 10 690               | 50,30           | 11 562  | 45,97   | 728                     | 3,14   | 1     |       |
| Federazione dei Verdi         | Romano Carancini ✔️ Sindaco | 10 690               | 50,30           | 11 562  | 45,97   | 406                     | 1,75   | 1     |       |
| Alleanza per l'Italia         | Romano Carancini ✔️ Sindaco | 10 690               | 50,30           | 11 562  | 45,97   | 290                     | 1,25   | –     |       |
| Totale liste                  | Romano Carancini ✔️ Sindaco | 10 690               | 50,30           | 11 562  | 45,97   | 10 788                  | 46,50  | 24    |       |
|                               | Fabio Pistarelli            | 10 564               | 49,70           | 10 335  | 41,10   | Il Popolo della Libertà | 5 392  | 23,24 | 8     |
| Macerata È nel Cuore          | Fabio Pistarelli            | 10 564               | 49,70           | 10 335  | 41,10   | 1 462                   | 6,30   | 2     |       |
| Unione di Centro              | Fabio Pistarelli            | 10 564               | 49,70           | 10 335  | 41,10   | 1 287                   | 5,55   | 2     |       |
| Macerata Vince                | Fabio Pistarelli            | 10 564               | 49,70           | 10 335  | 41,10   | 895                     | 3,86   | 1     |       |
| Lega Nord                     | Fabio Pistarelli            | 10 564               | 49,70           | 10 335  | 41,10   | 527                     | 2,27   | –     |       |
| Seggio di coalizione          | Seggio di coalizione        | Seggio di coalizione | 49,70           | 10 335  | 41,10   | 1                       |        |       |       |
| Totale liste                  | Fabio Pistarelli            | 10 564               | 49,70           | 10 335  | 41,10   | 9 563                   | 41,22  | 13    |       |
|                               | Anna Menghi                 | Anna Menghi          | Anna Menghi     | 1 516   | 6,03    | Comitato Anna Menghi    | 1 124  | 4,84  | –     |
| Essere Macerata               | Anna Menghi                 | Anna Menghi          | Anna Menghi     | 1 516   | 6,03    | 236                     | 1,02   | –     |       |
| Seggio di coalizione          | Seggio di coalizione        | Seggio di coalizione | Anna Menghi     | 1 516   | 6,03    | 1                       |        |       |       |
| Totale liste                  | Anna Menghi                 | Anna Menghi          | Anna Menghi     | 1 516   | 6,03    | 1 360                   | 5,86   | –     |       |
|                               | Giorgio Ballesi             | Giorgio Ballesi      | Giorgio Ballesi | 955     | 3,80    | Lista Ballesi           | 857    | 3,69  | –     |
| Seggio di coalizione          | Seggio di coalizione        | Seggio di coalizione | Giorgio Ballesi | 955     | 3,80    | 1                       |        |       |       |
|                               | Paolo Ranzuglia             | Paolo Ranzuglia      | Paolo Ranzuglia | 781     | 3,11    | MaceraTiAmo             | 633    | 2,73  | –     |
| Totale                        | Totale                      | 21 254               | 100             | 25 149  | 100     |                         | 23 201 | 100   | 40    |
|                               |                             |                      |                 |         |         |                         |        |       |       |
| Schede bianche                | Schede bianche              | 112                  | 0,52            | 249     | 0,96    |                         |        |       |       |
| Schede nulle                  | Schede nulle                | 205                  | 0,95            | 467     | 1,81    |                         |        |       |       |
| Votanti                       | Votanti                     | 21 571               | 59,36           | 25 865  | 71,17   |                         |        |       |       |
| Elettori                      | Elettori                    | 36 341               |                 | 36 341  |         |                         |        |       |       |
|                               |                             |                      |                 |         |         |                         |        |       |       |
| Fonte: Ministero dell'interno |                             |                      |                 |         |         |                         |        |       |       |